# Spedizione di Wilkes
La Spedizione di Wilkes (ufficialmente nota come United States Exploring Expedition, abbreviata in U.S. Ex. Ex.) è stata una spedizione scientifica organizzata dagli Stati Uniti d'America, così chiamata in onore del suo comandante Charles Wilkes, con lo scopo di esplorare l'Oceano Pacifico (all'epoca definito Mar del Sud) condotta dalla Marina degli Stati Uniti durante il periodo 1838-1842 nel corso della presidenza di Martin Van Buren.
Il viaggio fu autorizzato dal Congresso nel 1836, inizialmente il comando fu affidato al commodoro Thomas ap Catesby Jones, ma questi rinunciò all'incarico prima della partenza.

## La spedizione

### Preparativi
Nel maggio 1829 il Congresso degli Stati Uniti, su proposta del presidente John Quincy Adams, approvò l'invio di una spedizione intorno al mondo pensando che questa potesse arrecare benefici alla nazione. Gli obiettivi primari della missione erano di incentivare il commercio marittimo e di proteggere i grandi investimenti fatti dalle aziende che si occupavano della caccia alle balene e alle foche nell'Oceano Pacifico.
Il Congresso stabilì anche che la flotta d'esplorazione avrebbe dovuto essere composta da navi di proprietà pubblica e non privata, all'epoca le uniche imbarcazioni di proprietà governativa in grado di compiere una circumnavigazione erano quelle della marina militare. Una volta approvata la missione ci furono diversi impedimenti tecnici che ne bloccarono la partenza e solo il 14 maggio 1836 fu promulgato un atto che autorizzò i finanziamenti necessari per il viaggio.
Ottenuta la copertura economica, ci vollero altri due anni per formare i comandi, gli equipaggi e preparare le imbarcazioni per la flotta d'esplorazione. Il 9 agosto 1838 le navi si mossero da Norfolk a Hampton Roads e si prepararono per la partenza. Il 17 agosto si unirono alla flotta due imbarcazioni di supporto e il giorno successivo alle ore 15:00 il comandante Wilkes diede l'ordine di salpare. A causa dei venti deboli le imbarcazioni riuscirono a navigare in mare aperto solo a partire dalla tarda mattinata del 19 agosto.
In origine il compito di comandare ed organizzare la spedizione era stato affidato al commodoro Thomas Ap Catesby Jones che però rinunciò all'incarico, dopo il suo rifiuto altri ufficiali della marina negarono la propria disponibilità a guidare la flotta e solo dopo alcuni tentativi venne individuato Charles Wilkes come comandante. La ragione principale di questi rifiuti fu che i compiti affidati alla flotta esulavano da quelli solitamente affidati ad ufficiali che avevano un'esperienza esclusivamente militare.
I compiti della missione comprendevano l'esplorazione di nuovi territori ma anche l'indagine topografica sulle aree recentemente scoperte sulle quali non vi erano sufficienti informazioni, oltre alla gestione di un corpo scientifico composto esclusivamente da civili. Tra gli ufficiali della marina ben pochi avevano esperienza di missioni di questo tipo e praticamente nessuno aveva lavorato al fianco di un gruppo di scienziati. La maggior parte delle missioni di indagine erano affidate alla United States Coast Survey che però era un'organizzazione civile e non militare.
Wilkes, che poteva vantare una buona esperienza nei compiti di rilevamento topografico, decise di ridurre al minimo il numero del personale scientifico, imbarcò solo nove studiosi, e decise di riservare per sé e per gli altri ufficiali alcuni compiti scientifici come quelli legati alla cartografia. Il corpo scientifico di spedizione comprendeva tra gli altri due naturalisti, un botanico, un mineralogista, un tassidermista, un filologo e anche un pittore incaricato di rappresentare i luoghi visitati.

### Rotta atlantica
Dopo aver passato il faro di Cape Henry alle ore 9.00 del 19 agosto 1838 la flotta fece rotta verso Rio de Janeiro. Secondo gli ordini, le imbarcazioni dovevano rilevare tutti gli scogli e le secche compresi tra 10° di latitudine sud e tra i 18° e i 22° gradi di longitudine ovest. A causa dei venti prevalenti in quella stagione la flotta seguì una rotta nell'Atlantico orientale. Le navi giunsero al porto di Funchal nell'isola di Madera il 16 settembre 1838 e vi restarono per alcuni giorni per compiere alcune riparazioni.
Una volta ripartiti seguirono una rotta in direzione sud-est e il 7 ottobre giunsero nella baia di Porto Praya nelle isole di Capo Verde. La prima parte della spedizione si concluse con l'arrivo a Rio de Janeiro il 23 novembre. Il tragitto tra gli Stati Uniti e il Brasile fu completato in 95 giorni, circa il doppio del tempo previsto normalmente per un'imbarcazione che segue la rotta diretta. Le navi restarono ferme nel porto brasiliano per oltre un mese a causa di ulteriori riparazioni e ripresero il mare solo il 6 gennaio 1839.
La nuova rotta portò la flotta a sud sino a Buenos Aires e alla foce del Rio Negro incappando lungo il tragitto in un blocco navale attuato dalla marina francese nei porti argentini a seguito di uno scontro diplomatico tra la Francia, il Brasile e la stessa Argentina. Le imbarcazioni americane non incontrarono difficoltà poiché il profilo prettamente scientifico della loro missione non creava motivi di preoccupazione nelle forze navali francesi.

### Ingresso nel Pacifico
Continuando lungo la rotta la spedizione giunse sino all'estremità del continente americano e, una volta superato Capo Horn, risalì lungo le coste della Terra del Fuoco cilena sino a quelle del Perù.
Durante questa fase del viaggio una delle imbarcazioni, la USS Sea Gull, fece naufragio durante una tempesta nel maggio del 1839 e il suo equipaggio, composto da 15 uomini, fu disperso in mare. Dopo aver visitato le coste del Sud America la flotta si diresse verso ovest passando prima per l'arcipelago delle Tuamotu, poi per le isole Samoa e infine costeggiando la regione australiana del Nuovo Galles del Sud sino a raggiungere il porto di Sydney.
Nel dicembre 1839 la spedizione lasciò l'Australia per dirigersi verso l'Oceano Antartico, durante la navigazione l'equipaggio avvistò un "continente antartico ad ovest delle isole Balleny". Queste annotazioni furono molto importanti per la conoscenza della geografia antartica che all'epoca era ancora molto approssimativa. Questa parte del continente antartico in seguito fu chiamata Terra di Wilkes proprio in onore del comandante della spedizione americana.
A causa delle informazioni confuse riportate nei diari di bordo delle varie imbarcazioni che parteciparono alla missione non è possibile stabilire se fu la spedizione americana di Wilkes o quella francese comandata da Jules Dumont d'Urville ad avvistare per prima quei territori. In particolare il comandante di una delle navi statunitensi, la USS Porpoise, avvistò in quella zona la nave di d'Urville, l'Astrolabe, ma se ne allontanò in fretta per evitare ogni contatto.

### La battaglia di Malolo
Dopo aver avvistato l'Astrolabe la flotta fece rotta verso le isole Figi. Nel luglio 1840 due membri della spedizione, il tenente Underwood e l'aspirante guardiamarina Henry Wilkes, nipote del comandante, furono uccisi sull'isola di Malolo mentre erano in cerca di cibo. Subito prima di questo fatto, il figlio di uno dei capi tribali locali era stato preso in ostaggio dagli americani, il ragazzo aveva tentato la fuga gettandosi dalla nave e nuotando sino alla spiaggia ma i membri dell'equipaggio avevano aperto il fuoco su di lui uccidendolo.
L'omicidio scatenò una battaglia tra i nativi e i marinai che si concluse con l'uccisione di 80 figiani e la distruzione da parte degli americani di due villaggi dei nativi. Abbandonate le Figi, la squadra navale si mosse in direzione delle isole della Fenice, visitando l'isola di Orona (all'epoca conosciuta come Hull Island) per poi dirigersi alle isole Hawaii. Nel 1841 la spedizione esplorò le coste occidentali dell'America Settentrionale, compreso lo stretto di Juan de Fuca, lo stretto di Puget e il fiume Columbia.

### Territori americani
Come fatto in precedenza dall'esploratore britannico George Vancouver, Wilkes si fermò per un periodo nei pressi dell'isola di Bainbridge. Egli notò la somiglianza tra la forma del porto naturale di Winslow e la sagoma di un uccello e decise di chiamare la zona Eagle Harbour. Il comandante assegnò nomi anche ad altri luoghi: Bill Point, Wing Point, Port Madison, Point Monroe, Point Jefferson e Port Ludlow.

Nel luglio 1841 la nave USS Peacock fu distrutta durante il passaggio nel fiume Columbia, tuttavia nessun membro della ciurma perse la vita grazie all'intervento di John Dean, uno schiavo afroamericano al servizio degli ufficiali della USS Vincennes e ad un gruppo di indiani Chinook. Quando Wilkes apprese del naufragio della nave abbandonò l'esplorazione delle isole San Juan e salpò verso sud senza più tornare nello stretto di Puget.

Il comando della missione decise di inviare una spedizione terrestre sotto la guida di George Foster Emmons con partenza dalla zona dell'attuale Portland in Oregon e con l'obbiettivo di raggiungere la baia di San Francisco. Questo gruppo d'esplorazione viaggiò verso sud seguendo la Siskiyou Trail, compreso il fiume Sacramento, e compì la prima visita americana, registrata ufficialmente, del territorio del Monte Shasta nella California settentrionale.
Il gruppo di Emmons si riunì alle navi, che nel frattempo avevano fatto rotta verso sud, nella zona di San Francisco. Il corpo di spedizione, nuovamente riunito, riprese a navigare nel Pacifico e giunse all'isola Wake nel corso del 1841 per poi continuare il proprio viaggio attraverso la Polinesia, le Filippine, l'arcipelago di Sulu, il Borneo, Singapore, sino al Capo di Buona Speranza, raggiungendo infine New York il 10 giugno 1842.

### Ritorno in patria
La spedizione soffrì nel suo complesso della difficile relazione tra Wilkes e i suoi ufficiali subordinati. Il comandante della spedizione si autoproclamò capitano e commodoro, assumendo anche i gradi e l'uniforme corrispondente a questi titoli benché di fatto fosse solamente un tenente. I suoi metodi autoritari di comando e il continuo ricorso a dure punizioni furono il principale motivo di controversia riguardo alla sua figura al momento del ritorno in patria. Wilkes dovette affrontare una corte marziale ma fu assolto da tutte le accuse più gravi, fu riconosciuto colpevole solo di aver illegalmente punito alcuni dei membri della sua ciurma.

## Le pubblicazioni scientifiche

Mappa dei territori americani del nord-ovest redatta da Charles Wilkes contenuta in "Narrative of the United States Exploring Expedition". Philadelphia, 1845.

Il resoconto della missione fu un'opera molto complessa che raccolse al suo interno tutte le annotazioni e le scoperte fatte durante i quattro anni di viaggio. Inizialmente l'opera doveva essere composta da 28 volumi ma alla fine ne furono pubblicati solamente diciannove. Wilkes scrisse personalmente i volumi intitolati Narrative (Narrazione), Hydrography (Idrografia) e Meteorology (Meteorologia).
Il primo di questi conteneva interessanti annotazioni sui costumi e l'economia delle zone visitate meno conosciute. Molto importante fu anche il contributo di James Dwight Dana che curò i volumi Zoophytes (Zoofiti), Geology (Geologia) e Crustacea (Crostacei). Oltre all'opera generale Wilkes scrisse anche altre due pubblicazioni scientifiche derivanti dalle conoscenze acquisite con la spedizione: Western America, including California and Oregon (1849) e Theory of the Winds (1856).

## Risultati
La spedizione di Wilkes ebbe un grande impatto nel mondo scientifico e le scoperte e gli studi compiuti dagli studiosi al seguito della missione furono molto
importanti per lo sviluppo di diverse discipline. La maggior parte dei campioni e delle specie raccolte durante il viaggio furono una delle basi delle collezioni dello Smithsonian Institution. Con l'aiuto del corpo scientifico, furono esplorate circa 280 isole (per la maggior parte nel Pacifico) e furono tracciate mappe dei territori dell'Oregon per una superficie totale di circa 800 miglia.
Oltre ai rilevamenti cartografici furono raccolte e catalogate oltre 60.000 specie di piante e uccelli. Tra il materiale raccolto ci furono anche i semi di 648 specie vegetali che in seguito furono piantati e venduti in tutti gli Stati Uniti. I semi essiccati furono inviati al National Herbarium, oggi parte dello Smithsonian Institution. I botanici riportarono anche 254 specie vegetali vive che furono piantate in un'apposita serra costruita nel 1850, che in seguito divenne lo United States Botanic Garden.
Una collezione di oggetti raccolti durante la spedizione fu donata al National Institute for the Promotion of Science, in seguito questa confluì nella collezione di storia americana dello Smithsonian.

## La flotta
| Nave            | Ton | Tipo           | Destino                                                                                        | Immagine | Note                                                 |
| --------------- | --- | -------------- | ---------------------------------------------------------------------------------------------- | -------- | ---------------------------------------------------- |
| USS Vincennes   | 780 | sloop-of-war   | Rientrata a New York il 10 giugno 1842                                                         |          | Archiviato il 10 maggio 2011 in Internet Archive.    |
| USS Peacock     | 650 | sloop-of-war   | Affondata il 17/19 luglio 1841 nel fiume Columbia                                              |          | Archiviato il 1º febbraio 2013 in Internet Archive.  |
| USS Porpoise    | 230 | brig           | Rientrata a New York il 10 giugno 1842                                                         |          | Archiviato il 2 ottobre 2013 in Internet Archive.    |
| USS Relief      | 468 | nave magazzino | Rientrata (in anticipo) a New York il 28 marzo 1840                                            | –        | Archiviato il 24 settembre 2012 in Internet Archive. |
| USS Flying Fish | 96  | schooner       | Venduta a Singapore nel 1842                                                                   |          | Archiviato il 4 ottobre 2013 in Internet Archive.    |
| USS Sea Gull    | 110 | schooner       | Affondata in un luogo ignoto, ultimo avvistamento vicino a Staten Island al largo di Capo Horn |          | Archiviato il 4 ottobre 2013 in Internet Archive.    |